# Хухерища
Хухерища или Хумхерища или Тиолищката река (на гръцки: Τοιχίο) е река, протичаща в Костурско, Западна Македония, Гърция. Реката е един от деветте притока на Костурското езеро и се влива в него от север.

## Описание
Реката извира във Вич северно под връх Сърбинов камен (1375 m) и Чука (1577 m) и тече на югозапад. Минава през Черешница (Поликерасо) и източно под връх Варош (1420 m) завива рязко на запад под името Страна. Северозападно от Тихолища (Тихио) завива на югозапад и минава западно покрай селото. След това завива на юг и се влива в Костурското езеро. Дълга е около 12 km.
Нейният водосборен басейн е с площ 23,25 km2. Дебитът на реката е 60 – 1000 l/s в зависимост от интензивността на валежите. Реката може да предизвика наводнения, тъй като коритото е тясно.